# Die frei erfundenen Abenteuer von Dick Turpin
Die frei erfundenen Abenteuer von Dick Turpin ist eine Comedy-Serie, die von dem britischen Straßenräuber Dick Turpin (1705–1739) handelt. Ursprünglich als Miniserie geplant, kündigte Apple TV+ im Juli 2024 an, dass eine 2. Staffel in Auftrag gegeben wurde. Die sechs Folgen umfassende 1. Staffel der fiktionalen Historienserie wurde erstmals im März 2024 über Apple TV+ ausgestrahlt.

## Handlung
Dick Turpin ist einer der berühmtesten Straßenräuber Englands im 18. Jahrhundert. Für ihn selbst ist das überraschend. Denn eigentlich wurde er nur durch ein Versehen zum Anführer einer gefürchteten Essex-Gang. Aber da Dick schon immer wusste, dass er für Größeres bestimmt ist, nimmt er sich seiner neuen Rolle an. Mit seinem unvergleichlichen Charme, kreativer Selbstinszenierung und fantastischem Haar führt Dick seine neue Diebesbande zum Ruhm. Gemeinsam durchlebt die Schurkenbande allerlei Abenteuer und geht durch die Höhen und Tiefen des Erfolgs.

## Produktion
Im April 2022 wurde vermeldet, dass Apple TV die Produktion der Serie genehmigte und die Produktion begonnen hat. Am 3. Juli 2024 verkündete Apple TV+ die Verlängerung um eine 2. Staffel.

## Episodenliste
| Nr. (ges.)                                        | Nr. (St.) | Deutscher Titel             | Originaltitel              | Erstveröffentlichung UK | Deutschsprachige Erstveröffentlichung (D/A/CH) | Regie       | Drehbuch                                                    |
| ------------------------------------------------- | --------- | --------------------------- | -------------------------- | ----------------------- | ---------------------------------------------- | ----------- | ----------------------------------------------------------- |
| 1                                                 | 1         | Die Essex-Gang              | A Legend Is Born (Sort Of) | 1. März 2024            | 1. März 2024                                   | Ben Palmer  | Claire Downes, Ian Jarvis, Stuart Lane und Michael Fielding |
| Hier fehlt noch eine Zusammenfassung der Handlung |           |                             |                            |                         |                                                |             |                                                             |
| 2                                                 | 1         | Die unbezwingbare Kutsche   | The Unrobbable Coach       | 1. März 2024            | 1. März 2024                                   | Ben Palmer  | Jon Brittain, Richard Naylor und Michael Fielding           |
| Hier fehlt noch eine Zusammenfassung der Handlung |           |                             |                            |                         |                                                |             |                                                             |
| 3                                                 | 1         | Wer jagt, der nicht gewinnt | Run Wilde                  | 8. März 2024            | 8. März 2024                                   | Ben Palmer  | Jon Brittain, Richard Naylor und Michael Fielding           |
| Hier fehlt noch eine Zusammenfassung der Handlung |           |                             |                            |                         |                                                |             |                                                             |
| 4                                                 | 1         | Von Hühnern und Hexen       | Curse Of The Reddlehag     | 15. März 2024           | 15. März 2024                                  | George Kane | Jon Brittain, Richard Naylor und Michael Fielding           |
| Hier fehlt noch eine Zusammenfassung der Handlung |           |                             |                            |                         |                                                |             |                                                             |
| 5                                                 | 1         | Tommy Silversides           | Tommy Silversides          | 22. März 2024           | 22. März 2024                                  | George Kane | Jon Brittain, Richard Naylor und Michael Fielding           |
| Hier fehlt noch eine Zusammenfassung der Handlung |           |                             |                            |                         |                                                |             |                                                             |
| 6                                                 | 1         | Das Duell                   | Turpin Time                | 29. März 2024           | 29. März 2024                                  | George Kane | Jon Brittain, Richard Naylor und Michael Fielding           |
| Hier fehlt noch eine Zusammenfassung der Handlung |           |                             |                            |                         |                                                |             |                                                             |

## Rezeption
Kurt Sagatz bezeichnete die Serie auf tagesspiegel.de als Kombination von Monty Python’s Flying Circus mit Fluch der Karibik. Auch wenn der britische Humor nicht ganz so trocken sei wie einst bei den Monty Pythons, sei die Serie unterhaltsam.